# Gele bladvlekkenziekte
Gele bladvlekkenziekte of DTR is een plantenparasitaire schimmel, die gewone tarwe kan aantasten. De ongeslachtelijke fase wordt Drechslera tritici-repentis (synoniem: 	Helminthosporium tritici-repentis) genoemd en de geslachtelijke fase Pyrenophora tritici-repentis. Gele bladvlekkenziekte komt voornamelijk voor op tarwe, maar blijkt ook andere granen en grassen te kunnen aantasten, waaronder triticale, gerst en rogge. Andere grassoorten die door de gele bladvlekkenziekte kunnen worden aangetast zijn Agropyron fragile, Andropogon hallii, bergdravik, Festuca ovina, fakkelgras, Schizachyrium scoparium, Setaria italica, Hesperostipa comata, en Thinopyrum ponticum. Andere belangrijke gastheren zijn onder meer kweekdravik en kweek, die in weilanden voorkomen.

## Symptomen
De bladvlekken verschijnen in april en mei, meestal op zowel de boven- als de onderkant van de onderste bladeren van jonge planten en komen in het begin voor als geelbruine tot bruine stippen. Uiteindelijk breiden de geelbruine tot bruine vlekken zich uit naar grotere onregelmatige, ovale, lensvormige of ellipsvormige, bruine vlekken met er omheen een gele kring. Later kan de gele kring overgaan in  chlorose, verbruining en necrose. De ontwikkeling van een donkerbruine tot zwarte vlek in het midden van de vlek is kenmerkend voor de ziekte. Onder warme en vochtige omstandigheden kunnen conidia (ongeslachtelijke sporen) secundaire infecties veroorzaken en kunnen ook de aar en de aartjes infecteren. De symptomen op de aar zijn onduidelijk. De aartjes kunnen bruin verkleuren en de graankorrels kunnen een roodachtig uiterlijk krijgen, dat echter ook lijkt op de schimmelziekte Fusarium.

## Morfologie
De zwarte conidioforen groeien afzonderlijk of in groepen van 2-3 en komen naar buiten door de huidmondjes of tussen de epidermiscellen door. Soms komen conidioforen tot 400 μm lang voor. De strokleurig conidiën zijn recht of licht gebogen, cilindrisch, aan de top afgerond en hebben 5-6 septa. Ze zijn 80-250 × 14-20 µm groot. De conische, slangenkopvormige basale cel van het conidium is een belangrijk onderscheidend kenmerk. In het voorjaar ontstaan 180-290 × 24-60 μm grote pseudothecia met setae langs de opening. Ze bevatten cilindrische sporenzakjes. Er worden per sporenzakje acht ascosporen gevormd, aanvankelijk kleurloos, later geelbruin. De ellipsvormige of langwerpige ascosporen zijn 42–69 × 14–29 μm groot en zijn aan beide uiteinden afgerond. Ze hebben drie septa en soms ook een in de lengte lopende tussenwand.

## Levenscyclus
Gele bladvlekkenziekte overleeft en overwintert als pseudothecia op stoppels en stro van het in het voorgaande jaar geïnfecteerde gewas. De kogelronde pseudothecia bevatten ascosporen (seksuele sporen) en worden vanaf de herfst tot in het voorjaar gevormd. De ascosporen zijn groot en worden meestal verspreid door de wind, maar komen vanwege hun grootte slechts enkele centimeters ver. In maart en april worden de meeste ascosporen uitgestoten. De ascosporen landen op bladoppervlakken en dringen het blad binnen met behulp van appressoria, penetratiehyfen en enzymen. De vlekken die aanvankelijk werden gevormd door de ascosporen vormen aan de top conidioforen met conidiën, die kunnen door de wind dienen als primair inoculum voor nieuwe planten, die verder weg groeien. De conidiën kunnen ook via opspattende regen dienen als primair inoculum voor andere delen van de primaire gastheer. Tijdens en na afrijping van het tarwegewas kan de schimmel als mycelium saprofytisch groeien op het geïnfecteerde blad, langs de bladschede en op de stengel waar het later pseudothecia vormt. Gele bladvlekkenziekte kan bij veel verschillende temperaturen groeien, maar een warme periode samen met veel regen, dauw of beregening bevorderen de aantasting.